# 17608 Terezín
17608 Terezín è un asteroide della fascia principale. Scoperto nel 1995, presenta un'orbita caratterizzata da un semiasse maggiore pari a 3,0529115 UA e da un'eccentricità di 0,0383558, inclinata di 10,40101° rispetto all'eclittica.